# Liga Ocampense de Fútbol
La Liga Ocampense de Fútbol (cuyas siglas son LOF) es una de las ligas regionales de fútbol de Argentina. Es una entidad que aglutina y organiza la práctica del fútbol oficial en la ciudad de Villa Ocampo y alrededores.

## Historia
Fue fundada el 18 de junio de 1953 y tiene sede en calle Mariano Moreno 1760, en la ciudad de Villa Ocampo, y es presidida por Oscar Cereijo.

## Equipos afiliados
| Equipo                                    | Ciudad                  | Año de Fundación | Provincia |
| ----------------------------------------- | ----------------------- | ---------------- | --------- |
| Club Social Cultural y Deportivo Basail   | Basail                  | 2012             | Chaco     |
| Club Deportivo El Rabón                   | El Rabón                | 1994             | Santa Fe  |
| Club Atlético Central Florencia           | Florencia               | 2006             | Santa Fe  |
| Florencia Cicles Club                     | Florencia               | 1950             | Santa Fe  |
| Boxing Club                               | Las Toscas              | 1948             | Santa Fe  |
| Club Atlético Central Pueblo Nuevo        | Las Toscas              | 1956             | Santa Fe  |
| Club Tiro Federal Argentino               | Las Toscas              | 1899             | Santa Fe  |
| Club Deportivo Ex- Alumnos Escuela N° 107 | San Antonio de Obligado | 1910             | Santa Fe  |
| Club Social y Deportivo Tacuarendi        | Tacuarendi              | 1968             | Santa Fe  |
| Club Deportivo Itatí                      | Villa Ana               | 1964             | Santa Fe  |
| Club Social y Deportivo Belgrano          | Villa Guillermina       | 1948             | Santa Fe  |
| Club Sportivo Villa Guillermina           | Villa Guillermina       | 1995             | Santa Fe  |
| Club Atlético Ocampo Fábrica              | Villa Ocampo            | 1939             | Santa Fe  |
| Club Atlético Papeleros                   | Villa Ocampo            | 2005             | Santa Fe  |
| Club Social y Deportivo Juventud KM407    | Villa Ocampo            | 1942             | Santa Fe  |
| Huracán Foot-Ball Club                    | Villa Ocampo            | 1930             | Santa Fe  |
| Racing Club El Campesino                  | Villa Ocampo            | 1951             | Santa Fe  |

## Campeones por año
| Temporada | Apertura                       | Clausura                       |
| --------- | ------------------------------ | ------------------------------ |
| 1984      | Ocampo Fábrica (1)             | Ocampo Fábrica (1)             |
| 1985      | Ocampo Fábrica (2)             | Ocampo Fábrica (2)             |
| 1986      | Ocampo Fábrica (3)             | Ocampo Fábrica (3)             |
| 1987      | Racing Club "El Campesino" (1) | Racing Club "El Campesino" (1) |
| 1988      | Ocampo Fábrica (4)             | Ocampo Fábrica (4)             |
| 1989      | Racing Club "El Campesino" (2) | Racing Club "El Campesino" (2) |
| 1990      | Huracán FBC (1)                | Huracán FBC (1)                |
| 1991      | Instituto General Obligado (1) | Instituto General Obligado (1) |
| 1992      | Racing Club "El Campesino (3)" | Racing Club "El Campesino (3)" |
| 1993      | Racing Club "El Campesino" (4) | Racing Club "El Campesino" (4) |
| 1994      | Sportivo Villa Guillermina (1) | Sportivo Villa Guillermina (1) |
| 1995      | Boxing Club (2)                | Boxing Club (2)                |
| 1996      | Racing Club "El Campesino" (5) | Racing Club "El Campesino" (5) |
| 1997      | Ingenio (1)                    | Ingenio (1)                    |
| 1998      | Racing Club "El Campesino" (6) | Racing Club "El Campesino" (6) |
| 1999      | Ocampo Fábrica (4)             | Ocampo Fábrica (4)             |
| 2000      | Ocampo Fábrica (5)             | Ocampo Fábrica (5)             |
| 2001      | Ex-Alumnos N° 107 (1)          | Ex-Alumnos N° 107 (1)          |
| 2002      | Ocampo Fábrica (6)             | Ocampo Fábrica (6)             |
| 2003      | Huracán FBC (2)                | Huracán FBC (2)                |
| 2004      | Ex-Alumnos N° 107 (2)          | Ex-Alumnos N° 107 (2)          |
| 2005      | Ocampo Fábrica (7)             | Ex-Alumnos N° 107 (3)          |
| 2006      | Racing Club "El Campesino" (7) | Ex-Alumnos N° 107 (4)          |
| 2007      | Huracán FBC (3)                | Ocampo Fábrica (8)             |
| 2008      | Ex-Alumnos N° 107 (5)          | Ex-Alumnos N° 107 (6)          |
| 2009      | Sportivo Villa Guillermina (2) | Central Pueblo Nuevo (1)       |
| 2010      | Huracán FBC (4)                | Huracán FBC (4)                |
| 2011      | Ex-Alumnos N° 107 (7)          | Ex-Alumnos N° 107 (8)          |
| 2012      | Dep. Itati (1)                 | Dep. Itati (1)                 |
| 2013      | Tiro Federal Argentino (1)     | Tiro Federal Argentino (1)     |
| 2014      | Ocampo Fábrica (9)             | Ocampo Fábrica (9)             |
| 2015      | Huracán FBC (5)                | Huracán FBC (5)                |
| 2016      | Ocampo Fábrica (10)            | Ocampo Fábrica (10)            |
| 2017      | Huracán FBC (6)                | Huracán FBC (6)                |
| 2018      | Ocampo Fábrica (11)            | Ocampo Fábrica (11)            |
| 2019      | Ex-Alumnos N° 107 (9)          | Ex-Alumnos N° 107 (10)         |
| 2022      | Huracán FBC (3)                | Huracán FBC (4)                |
| 2023      | Huracán FBC (5)                | Huracán FBC (5)                |

## Palmarés
| Equipo | Ciudad | Año de fundación | Campeonatos | Años de campeonatos |
| ------ | ------ | ---------------- | ----------- | ------------------- |
|        |        |                  |             |                     |